# Château d'Eau (métro de Paris)
Pour les articles homonymes, voir Château d'eau (homonymie).
Château d'Eau est une station de la ligne 4 du métro de Paris, située dans le 10e arrondissement de Paris.

## Situation
La station est située sous le boulevard de Strasbourg au niveau de la rue du Château-d'Eau.

## Histoire

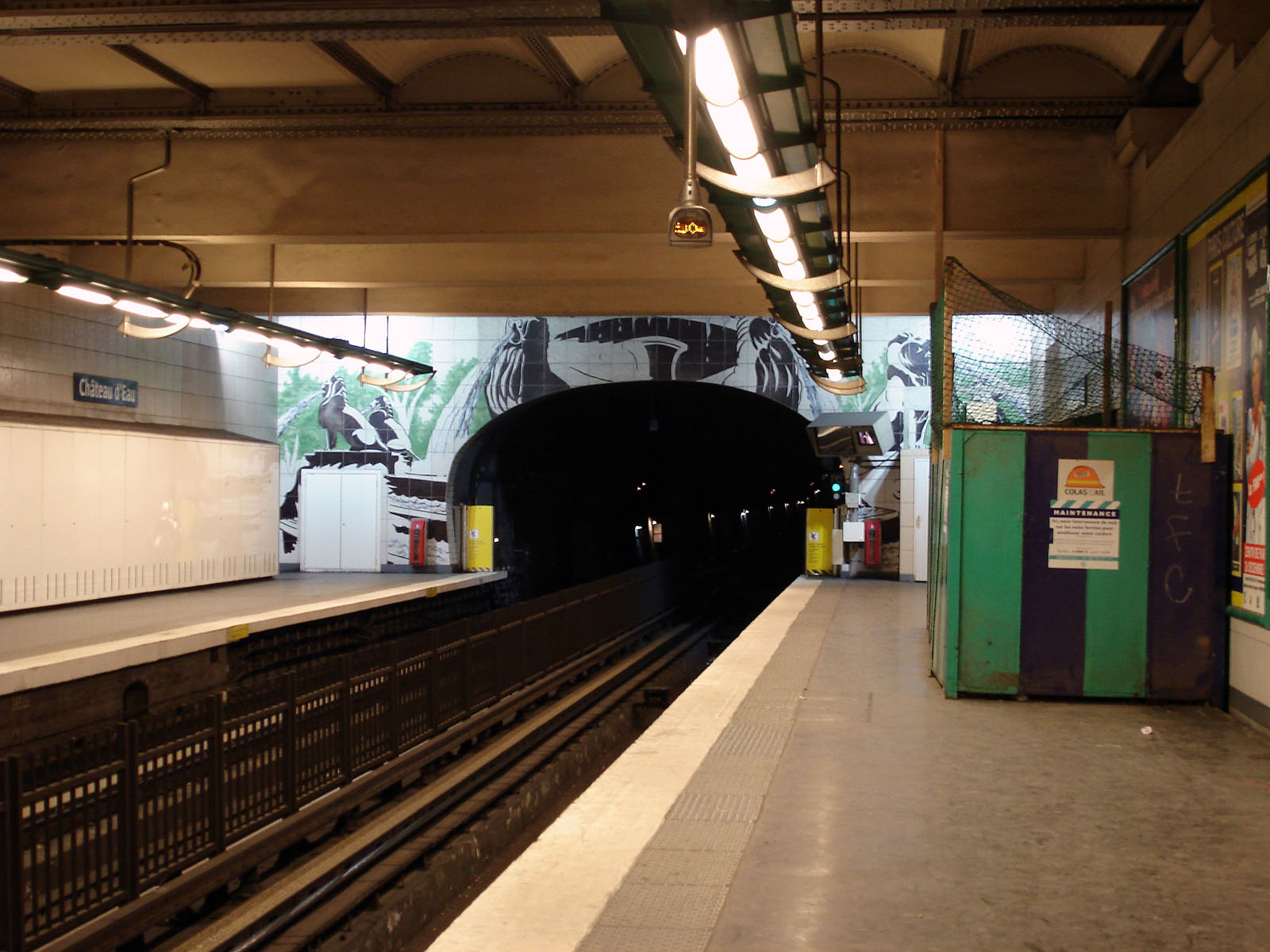
Une fresque sur le tympan nord de la station représente la fontaine de l'ancienne place du Château-d'Eau.

La station est ouverte le 21 avril 1908.
Sa désignation vient de la rue du Château-d'Eau qui porte ce nom car au début du XIXe siècle, le carrefour de la rue du Faubourg-du-Temple et du boulevard du Temple formait une placette (à l'emplacement du bastion de la porte du Temple dans l'enceinte de Charles V), qui fut appelée jusqu’en 1879 la place du Château-d’Eau. Son nom venait de la fontaine de Girard qui servait de château d'eau et qui la décora de 1811 à 1867, date à laquelle elle fut remplacée par la fontaine de Davioud. La placette devint dans les années 1880 la place de la République, la fontaine laissant la place au Monument à la République.
Le 1er avril 2016, la moitié des plaques nominatives sur les quais de la station sont remplacées par la RATP pour faire un poisson d'avril le temps d'une journée, comme dans douze autres stations. Château d'Eau est humoristiquement renommée « Château de sable ».

### Fréquentation
Nombre de voyageurs entrés à cette  station :
| Année                      | 2013      | 2014      | 2015      | 2016      | 2017      | 2018      | 2019      | 2020      | 2021      |
| -------------------------- | --------- | --------- | --------- | --------- | --------- | --------- | --------- | --------- | --------- |
| Nombre de voyageurs par an | 4 059 164 | 3 967 264 | 3 893 262 | 4 010 100 | 3 929 898 | 4 439 398 | 3 878 260 | 2 069 680 | 2 687 103 |
| Rang                       | 119e      | 122e      | 126e      | 122e      | 130e      | 114e      | 125e      | 117e      | 129e      |
| Nombre de stations         | 302       | 302       | 302       | 302       | 302       | 302       | 302       | 304       | 304       |

## Services aux voyageurs

### Accès
La station possède deux accès :
- Accès no 1 « rue du Château-d'Eau », entrée et sortie, vente (automates) et informations (guichet), sortie sur le trottoir devant les 51-53, boulevard de Strasbourg, au coin de la rue du Château-d'Eau 48° 52′ 21″ N, 2° 21′ 21″ E ;
- Accès no 2 « boulevard de Strasbourg », sortie par escalier mécanique devant le 40, boulevard de Strasbourg, accessible depuis le quai direction Porte de Clignancourt 48° 52′ 22″ N, 2° 21′ 23″ E.

Ils sont surmontés de deux édicules Guimard qui sont inscrits comme monuments historiques par arrêté du 29 mai 1978.

Accès à la station
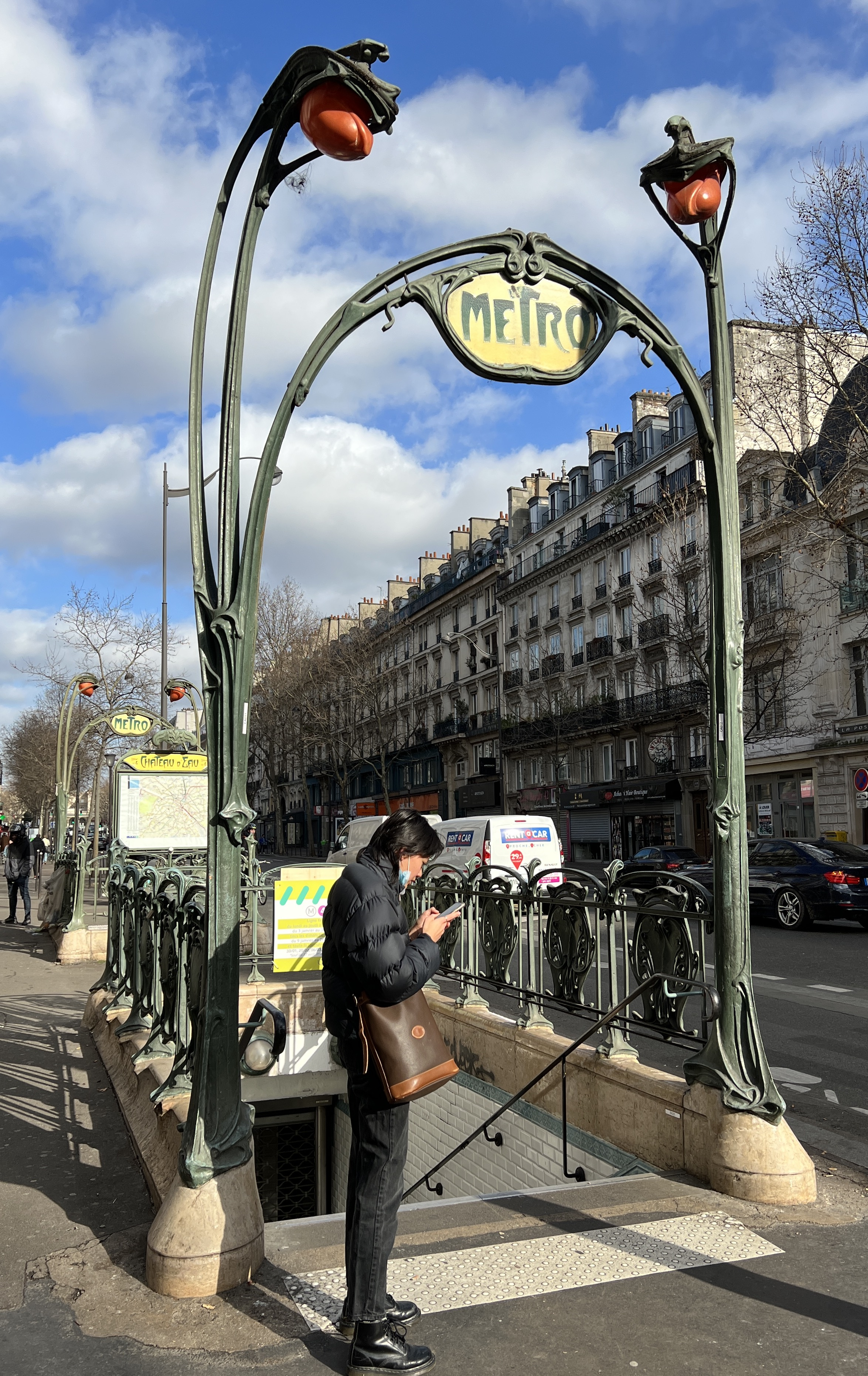
L'accès no 1 « Rue du Château-d'Eau ».
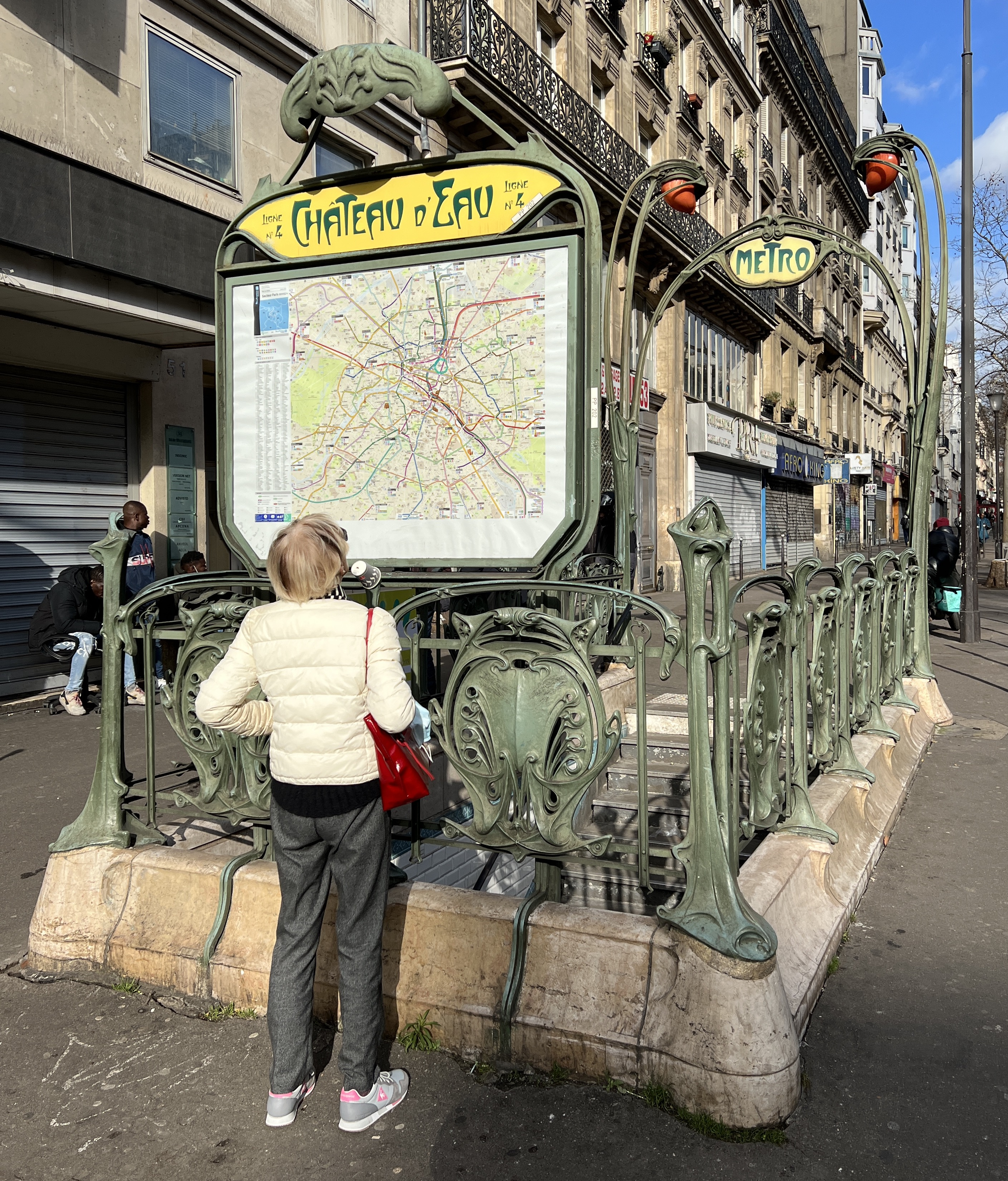
Deuxième bouche de l'accès no 1.
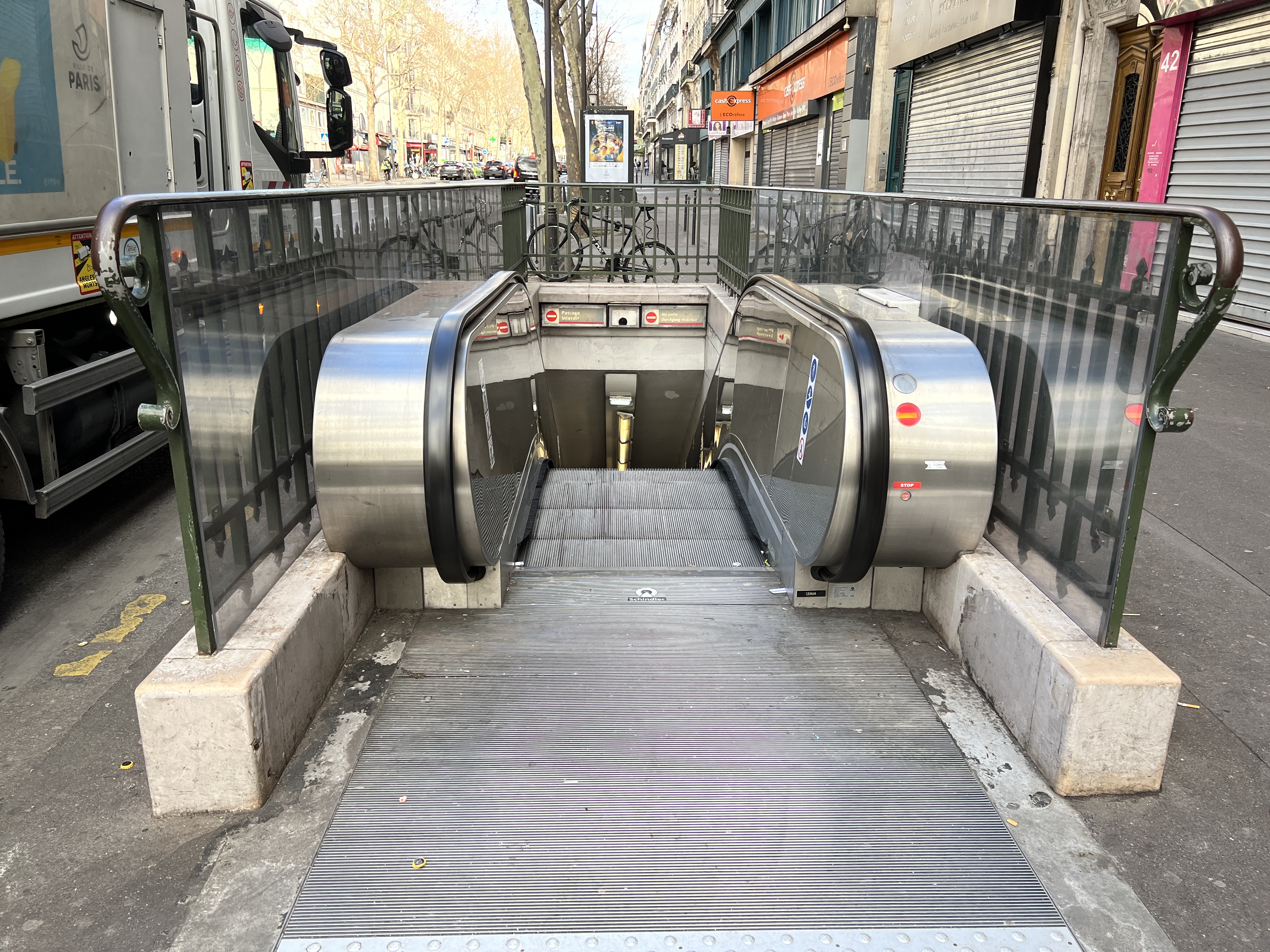
L'accès no 2 « Boulevard de Strasbourg ».

### Quais

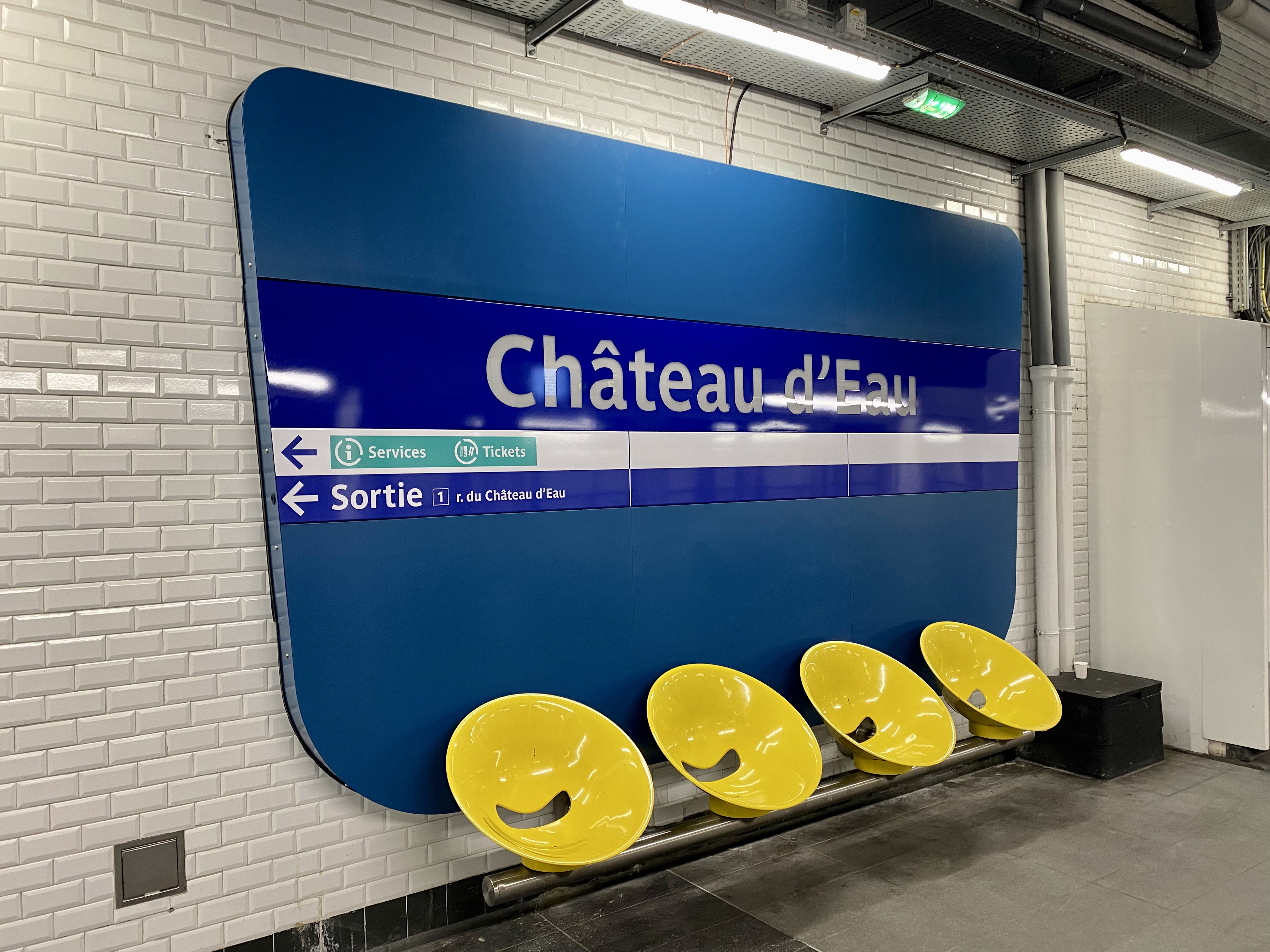
Plaque émaillée portant le nom de la station.

Château d'Eau est une station de configuration standard : elle possède deux quais séparés par les voies du métro. Établie à fleur de sol, le plafond est constitué d'un tablier métallique, dont les poutres, de couleur argentée, sont supportées par des piédroits verticaux. La décoration est du style « Ouï-dire » de couleur verte : le bandeau d'éclairage, de même couleur, est supporté par des consoles courbes en forme de faux. L'éclairage direct est blanc alors que l'éclairage indirect, projeté sur le plafond, est multicolore.  Les carreaux en céramique gris sont grands, carrés et plats et recouvrent les piédroits et les tympans. Les cadres publicitaires sont verts et cylindriques et le nom de la station est écrit avec la police de caractères Parisine sur plaque émaillée. Les quais sont équipés de sièges « assis-debout » gris.
Dans le cadre de l'automatisation de la ligne 4, ses quais ont été rehaussés afin de recevoir des portes palières. Ces dernières sont installées entre mai et juillet 2019.

### Intermodalité
La station est desservie par les lignes 32, 38 et 39 du réseau de bus RATP et, la nuit, par les lignes N13 et N14 du réseau de bus Noctilien.

## À proximité
- Mairie du 10e arrondissement
- New Morning
- Anciens magasins de vente des faïenceries de Choisy-le-Roi (abritant Le Manoir de Paris entre 2011 et 2021)